# Dodoma
Dodoma je glavni grad države Tanzanije, istoimeni okrug te sjedište istoimene regije. Godine 2002. grad je imao 150.604, a okrug 324.347 stanovnika, čime je Dodoma treći po brojnosti tanzanijski grad. Godine 1973. postao je glavni grad, no, sjedište vlade u Dodomi je tek od 1996., a mnoge upravne zgrade i danas su u Dar-es-Salaamu.
Grad se nalazi u središnjoj Tanzaniji, 330 km zapadno od Indijskog oceana i 400 km od Dar-es-Salaama te 340 km južno od Arushe. Cestama je prema zapadu povezan s Mwanzom i Kigomom, a prema sjeveru s Arushom. Postoji zračna luka za zrakoplove srednje veličine.
Dodoma zauzima površinu od 2576 km², od kojih je 625 urbanizirano.

## Povijest
Tanzanijom je u kolonijalno doba vladala njemačka uprava. Grad je sagrađen u isto vrijeme kad i tanzanska središnja željeznica. Britanci su nakon Prvog svjetskog rata zauzeli grad. Godine 1964. grad je postao regionalni administrativni centar, a plebiscitom iz 1973. i glavni grad.

## Vanjske poveznice

### Ostali projekti
|  | Zajednički poslužitelj ima još gradiva o temi Dodoma |